# Club Deportivo Valle del Chota
El Club Deportivo Valle del Chota es un equipo de fútbol profesional de Ibarra, Ecuador, fundado el 27 de septiembre de 2001. En el 2013 por problemas administrativos la FEF suspendió al club por cinco años de la Segunda Categoría de Ecuador, al no presentarse al último partido del Campeonato de la Serie B 2012. La Sede Administrativa del Club Deportivo Valle del Chota está ubicado entre las calle Juan León Mera 2-80 y Rafael Troya.
Está afiliado a la Asociación de Fútbol Profesional de Imbabura.
Ejerce su localía en el Estadio Olímpico de Ibarra que no pertenece al club sino a la Federación Deportiva de Imbabura.
Su máximo logro fue haber ascendido a la Serie B del fútbol ecuatoriano en el 2011, tras conseguir el título de la segunda categoría en 2010.
Descendió a segunda categoría en el año 2012. 
En el hexagonal de descenso de la Serie B del fútbol ecuatoriano en el 2012 no se presentó a un partido decisivo de la última fecha ante el equipo de Rocafuerte, provocando que el equipo de Rocafuerte gane automáticamente por un marcador de 2-0. Ese resultado condenó al equipo de Rocafuerte que desecendiera a la segunda categoría luego de quedar empatados en puntos ante el equipo del Universidad Técnica de Cotopaxi pero con mejor gol de diferencia a favor del equipo UTC 14 +2, Rocafuerte 14 +1. Ante la no presentación del club Deportivo Valle del Chota en la última fecha, fue suspendido por la Federación Ecuatoriana de Fútbol  por cinco años.

## Datos del club
- Temporadas en Serie B: 2 (2011-2012)
- Temporadas en Segunda Categoría: 9 (2002-2010)

## Palmarés

### Torneos nacionales
| Competición                      | Títulos | Subcampeonatos |
| -------------------------------- | ------- | -------------- |
| Segunda Categoría de Ecuador (1) | 2010.   |                |

### Torneos provinciales
| Competición                         | Títulos                       | Subcampeonatos |
| ----------------------------------- | ----------------------------- | -------------- |
| Segunda Categoría de Imbabura (5/1) | 2006, 2007, 2008, 2009, 2010. | 2002.          |